# Rácz Aladár
Rácz Aladár (Jászapáti, 1886. február 28. – Budapest, 1958. március 28.) Kossuth-díjas magyar cimbalomművész.

## Élete
Édesapja Rácz Pál, Rácz Jakab és Suki Angyél fia  Cigányzenész, míg édesanyja Balázs Judit, Balázs Mátyás és Balla Erzsébet lánya  magyar zsellérek és szolgálók leszármazottja. Rácz Aladár harmadik gyermek volt a tizennégyből. Három és fél éves korától brácsás édesapjától – aki egy kis cimbalmot készített neki – tanult hallás után zenélni. 8–9 éves korában már apja zenekarában játszott. A budapesti EMKE kávéházban tizenhat éves korától zenélt esténként. 1910-ben, 24 évesen Párizsba szerződött egy cigányzenekarral, amellyel bejárta Franciaországot, Spanyolországot, és eljutott Egyiptomba is. Hamar hírnevet szerzett: Saint-Saëns a „cimbalom Liszt Ferencének” nevezte.
1914-től a svájci Genfben az „egzotikus” muzsikát kedvelő közönségnek cimbalmozott különböző cigányzenekarokban. 
Svájcban a játékára felfigyelő neves zenészekkel ismerkedett meg (például Ansermet-vel és Igor Stravinskyjal), akik a zenei érdeklődését a komolyzene felé mozdították. Autodidaktaként tanult francia nyelvet, zenetörténetet, szociológiát. Kitartóan tanulta a zeneelméletet, a klasszikus kották olvasását, átiratok készítését. Eközben ismerkedett meg Couperin, Bach, Scarlatti műveivel – amelyeket cimbalmon kezdett játszani. A Bach művek közül többek között a BWV 808, 810, 811, 814, 816, 825, 829, 999, 1002, 1003 és 1006 szvitek és versenyművek voltak repertoárján. Megismerkedvén a kottaírással, saját műveit is lejegyezte. A cigányzenében megszerzett rendkívüli virtuozitásával könnyedén alakította át a barokk műveket is. A jobb hangzás eléréséért a cimbalmon újításokat vezetett be: pedált épített rá, a verők átalakításával és a hangszer átépítésével valódi koncerthangszerré nemesítette hangszerét. Stravinskyt cimbalmozni tanította, aki később e hangszerre zenét is szerzett. Első önálló cimbalomkoncertjét Lausanne-ban tartotta 1926-ban. 1927-től Franciaországban élt, ahol feleségével, Yvonne Barblan hegedű- és zongoraművésszel közösen lépett fel. Yvonne Barblant 1931-ben vette feleségül Bagneuxban . Honvágya 1935-ben visszahozta Magyarországra. 1937-ben a Nemzeti Zenedében (ahol 1890-ben indult a cimbalom-tanszak), majd 1938-tól haláláig a budapesti Zeneművészeti Főiskolán tanított. Újításait többen értetlenül fogadták, így Cziffra György (zongoraművész) és Dohnányi Ernő is[forrás?]; ha barátja, Bartók Béla és annak felesége, Pásztory Ditta nem támogatja egyedi útkeresését, lemondott volna tanári állásáról.

## Hatása
Tanítványai, Gerencsér Ferenc és Szalai József folytatták mesterük útját, de amíg Rácz Aladár zongorakísérettel szólaltatta meg az eredetileg csembalóra írt műveket (François Couperin, Domenico Scarlatti, Jean-Philippe Rameau, Jean-Baptiste Lully darabjait), addig a Gerencsér–Szalai duó a homogén hangzás érdekében két cimbalmon adta elő a barokk és preklasszikus billentyűs irodalom gyöngyszemeit, valamint Bartók eredetileg zongorára írt népdalfeldolgozásait. A klasszikus repertoárt bővítették, kortárs zeneszerzőket inspiráltak további cimbalomművek komponálására. Gerencsér Ferenc és tanítványai révén több cimbalomtanár és -művész öregbíti a magyar cimbalomiskola hírnevét.

## Díjak, elismerések
- Kossuth-díj (1948)
- Érdemes művész (1952)
- Kiváló művész (1953)

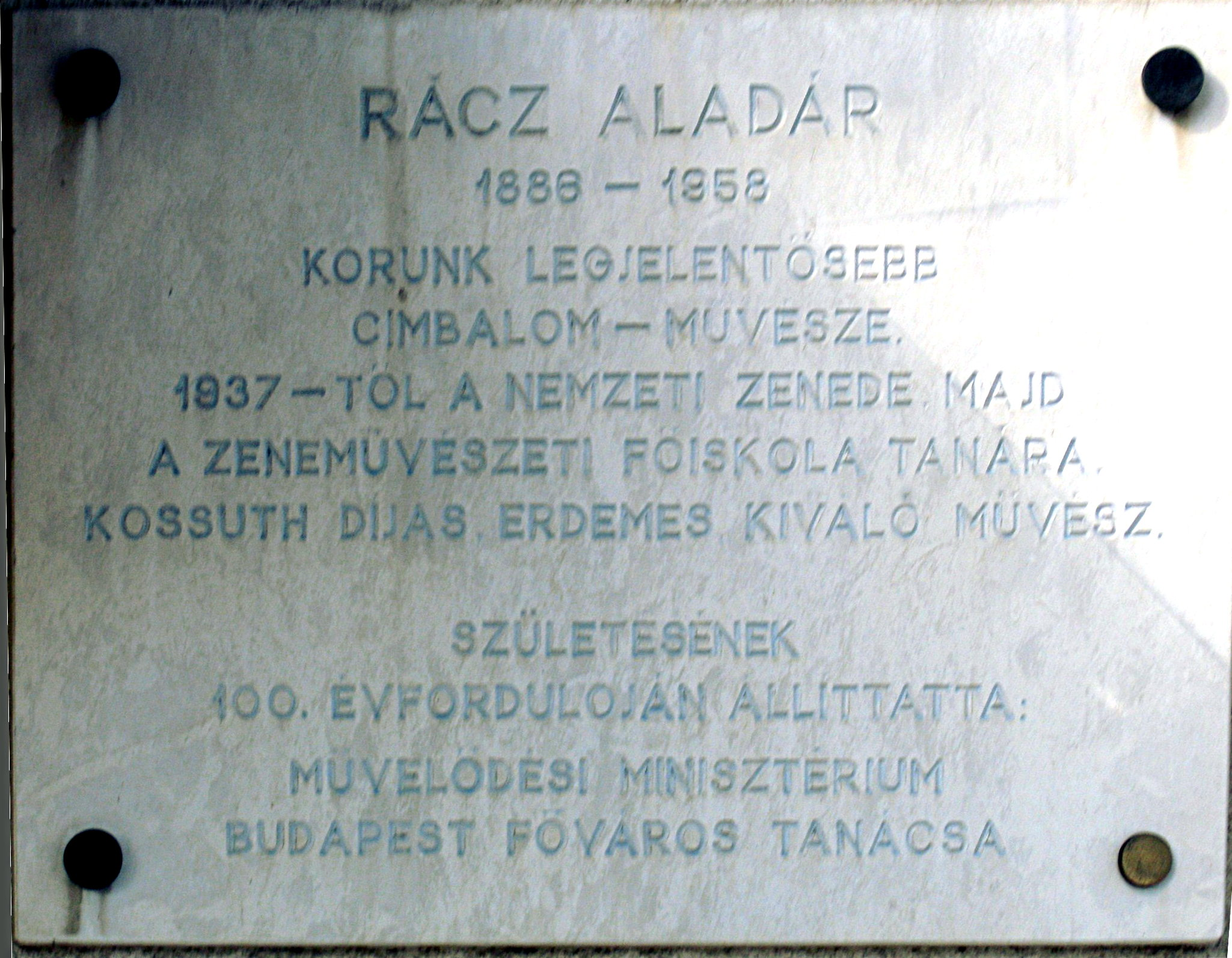
Rácz Aladár emléktáblája Budapesten, XII. kerület, Rácz Aladár utca 2.

- Magyar Örökség díj (1999, posztumusz)

## Lemezei
- Aladár Rácz at the Cimbalom (Bartók Records)
- Hungaroton, 2002